# Robert Regout

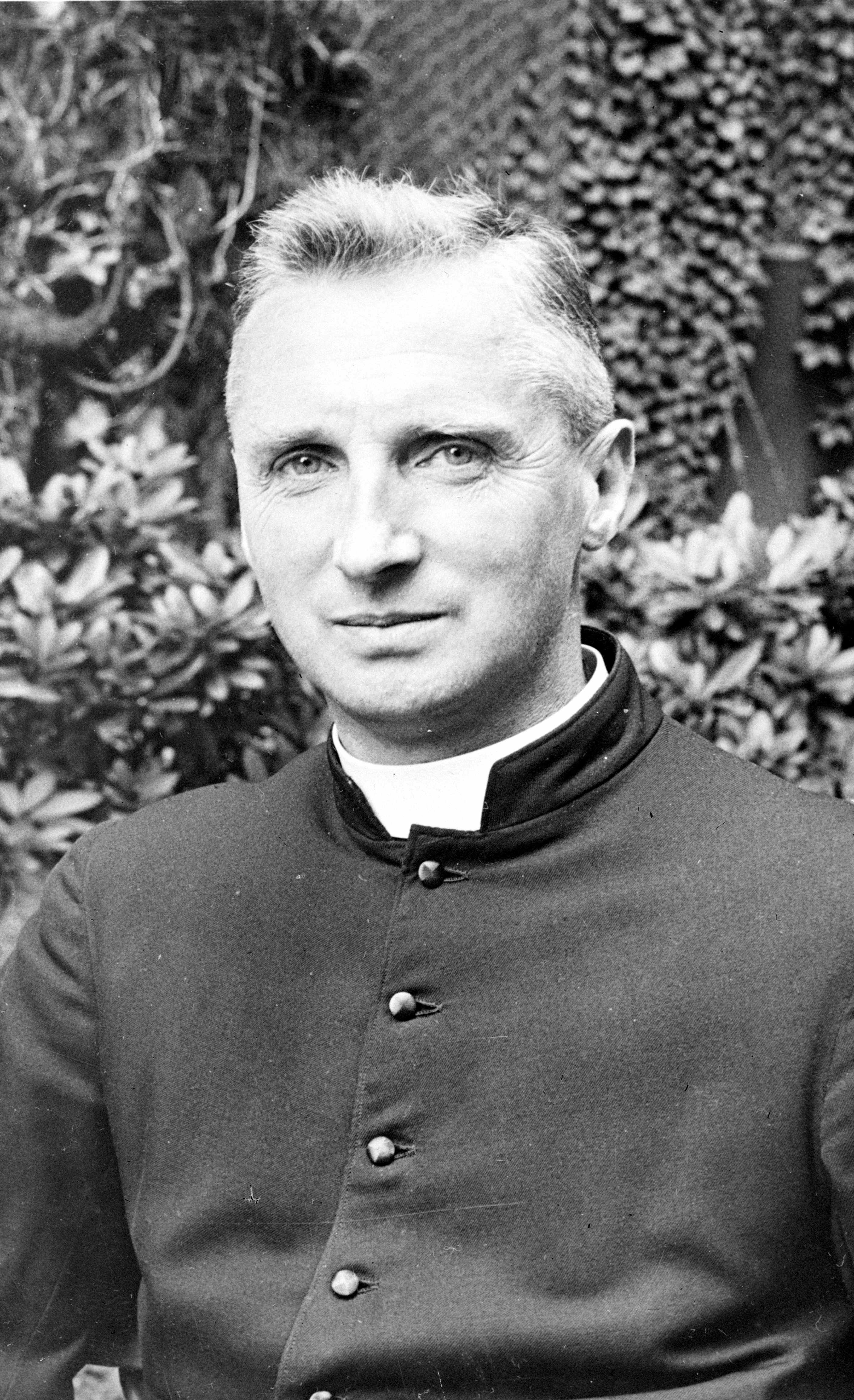
Robert Regout in 1939

Robert Regout S.J. (* 18. Januar 1896 in Maastricht; † 28. Dezember 1942 in Dachau) war ein niederländischer Jesuit.
Regout war der Sohn von Louis Hubert Willem Regout (1861–1915), der von 1903 bis 1913 das Amt des niederländischen Ministers für Wasserwirtschaft innehatte. Seit 1939 war Robert Regout Professor für internationalen Rechtes an der Katholischen Universität Nijmegen. Aufgrund seiner Kritik des Naziregimes wurde er 1940 verhaftet. Er starb 1942 im Konzentrationslager Dachau.